# Veus de llibertat
Veus de llibertat (títol original en txec, Vlny) és una pel·lícula dramàtica i de thriller històric txeco-eslovaca del 2024 escrita i dirigida per Jiří Mádl i ambientada durant la Primavera de Praga i la posterior invasió de Txecoslovàquia pel Pacte de Varsòvia. La pel·lícula es va estrenar mundialment al 58è Festival Internacional de Cinema de Karlovy Vary, on va guanyar el premi del públic. Va ser seleccionada com a candidata txeca a la millor pel·lícula internacional de la 97a edició dels premis Oscar. S'ha subtitulat al català.
Va arribar als cinemes el 15 d'agost de 2024 i es va convertir en la pel·lícula txeca més taquillera de l'any i la segona pel·lícula del país més vista de tots els temps.